# Место боя куреней Директории и Богунского полка
Место боя куреней Директории и Богунского полка или Обелиск бойцам Богунского полка — памятник истории местного значения в Чернигове.

## История
Решением исполкома Черниговского областного совета народных депутатов трудящихся от 31.05.1971 № 286 памятному знаку присвоен статус памятник истории местного значения с охранным № 11 под названием Место разгрома петрлюровцев Богунским полком 1-й украинской советской дивизии в январе 1919 года. Памятный знак имеет собственную «охранную зону», согласно правилам застройки и использования территории. 
Приказом Департамента культуры и туризма, национальностей и религий Черниговской областной государственной администрации от 12.11.2015 № 254 для памятника истории используется новое название — Место боя куреней Директории и Богунского полка.

## Описание
Памятный знак расположен на левом берегу реки Десна — непосредственно севернее перекрёстка проспекта Мира и улицы Старый вокзал — на южной периферии города перед Киевским мостом.
Расположен на месте решающего боя Богунского полка 1-й Украинской советской дивизии и Армии УНР за контроль над городом Черниговом. 12 января 1919 года Богунский полк развернул наступление на Чернигов, который был под контролем Армии УНР. 2-й и 3-й батальоны богунцев, наступая с востока, захватили пристань на Десне, а вскоре и центр города. 1-й батальон наступал с южной стороны. Армия УНР, окружённая со всех направлений, попыталась прорваться из Чернигова через мост, но была разгромлена на левом берегу Десны.
При взятии Чернигова Богунским полком, 5-й панцирный дивизион Армии УНР в полном составе перешёл на сторону большевиков. При взятии города, в плен попал 2-й курень 3-го полка серожупанников и амуниция 2-го полка. Согласно другой версии боя на левом берегу Десны, войска 5-го армейского корпуса Армии УНР под командованием губернского коменданта полковника Потапа Карповича Бондаренко при отступлении из Чернигова смогли отбиться от 1-го батальона Богунского полка и отойти в сторону Киева: в Козелец. Арьергард 5-го армейского корпуса Армии УНР, представленный 20-м конным Павлоградским полком, был настигнут 1-й Украинской советской дивизией в селе Красном, где прошёл еще один бой.  
В 1949 году на месте боя был установлен бетонный обелиск. В верхней его части расположено рельефное изображение звезды. На обелиске закреплена табличка «отважные богунцы разгромили петрлюровцев и освободили Чернигов», ныне демонтирована.
На Валу расположена братская могила красноармейцев Богунского полка, погибших в бою 12 января 1919 года.